# Liste der Kirchen in der Landeskirche Schaumburg-Lippe

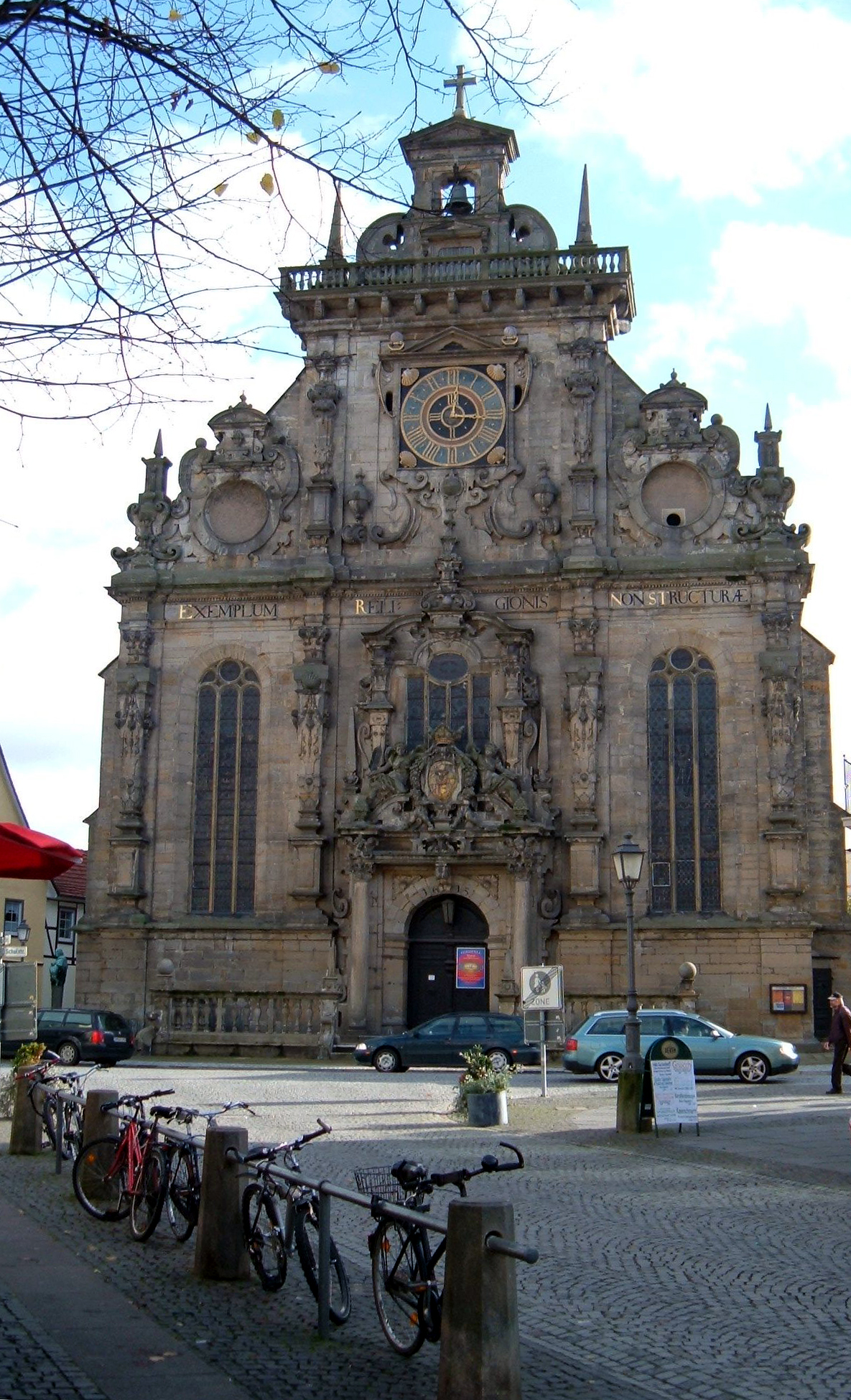
Die Stadtkirche in Bückeburg – Hauptkirche der Landeskirche Schaumburg-Lippe

Die Liste der Kirchen in der Evangelisch-Lutherischen Landeskirche Schaumburg-Lippe ist nach politischen Gemeinden sortiert.

## Bad Eilsen
- Christuskirche (Bad Eilsen)

## Bückeburg
- Bückeburger Stadtkirche (Hauptkirche der Landeskirche Schaumburg-Lippe)
- Jetenburger Kirche
- Evangelisch-Lutherische Kirche Meinsen
- St. Cosmas und St. Damian (Petzen)

## Hagenburg
- St.-Nicolai-Kirche (Hagenburg)

## Heuerßen
- Ev.-luth. Kirche (Heuerßen)

## Lauenhagen
- Maria-Magdalenen-Kirche (Lauenhagen)

## Lindhorst
- St.-Dionysius-Kirche (Lindhorst)

## Meerbeck
- St. Bartholomäus (Meerbeck)

## Nienstädt
- Kirche Zum Heiligen Kreuz (Sülbeck)

## Obernkirchen
- Kirche Vehlen

## Petershagen
- Ev.-luth. Kirche (Frille)

## Pollhagen
- St. Johannis (Pollhagen)

## Rinteln
- Ev.-luth. Kirche (Steinbergen)

## Sachsenhagen
- Elisabethkirche (Sachsenhagen)

## Seggebruch
- Ev.-luth. Kirche (Seggebruch)

## Stadthagen
- Ev.-luth. Kirche (Probsthagen)
- St.-Johannis-Kapelle (Stadthagen)
- St.-Martini-Kirche (Stadthagen)
- Rogate-Kirche (Wendthagen)

## Wölpinghausen
- St. Katharina (Bergkirchen)

## Wunstorf
- St.-Thomas-Kirche (Großenheidorn)
- Petruskirche (Steinhude)